# ليل لا ينتهي
ليل لا ينتهي أو ليلة لا تنتهي (بالإنجليزية: Endless Night)‏ هي رواية بوليسية للكاتبة أجاثا كريستي، نُشرت في البداية في المملكة المتحدة من قبل نادي كولنز للجرائم في الثلاثين من أكتوبر عام 1967، ثم في العام التالي نشرتها شركة دود وميد في الولايات المتحدة. بلغ سعر النسخة البريطانية منها ثمانية عشر شلنات، والنسخة الأمريكية 4.95 دولارًا. كانت هذه الرواية من أعمال كريستي المفضلة إليها، كما تلقت بعضًا من أكثر ردود الفعل حماسًا وإيجابية بعد نشرها.

## الإيتيمولوجيا
يأتي العنوان من كتاب نذير البراءة [الإنجليزية] لوليم بليك:
في كل صباح ينقضي، أو ينقشع مساء
يولد بعض الناس للشقاء،
في كل مساء ينقضي أو ينقشع صباح،
يولد بعض الناس للأفراح، لكل ما لذ من الأفراح،
ويولد البعض لليل لا ينتهي.

## ملخص الحبكة
يروي أحداث القصة مايكل روجرز، وهو شاب عديم المسؤولية غير مكترث لشيء ينتمي إلى الطبقة العاملة. لديه صديق مقرب هو رودولف سانتونيكس الذي يعمل مهندسًا معماريًا شهيرًا لكنه مريض، وهو يرغب يومًا ما ببناء منزل لمايكل. بينما كان مايكل يسير في طريق ريفي، يلتقي بالآنسة فينيلا غوتمان الملقبة باسم إيلي، وهي سيدة ثرية تتوق إلى الحياة خارج دائرتها المقربة من الأقارب والمستشارين الذين تجدهم سريعي الحكم على الأشخاص وشديدي الزيف والبهرجة. يرتبط إيلي ومايكل بعلاقة عاطفية ويقرران على إثرها الزواج.
فرِحة بإمكانية بداية حياة جديدة، تتمكن إيلي من تمويل بناء ’فدان الغجر’، وهو منزلهم الجديد المعاصر قرب المكان الذي التقيا به. يطلب مايكل من سانتونيكس بناء المنزل ويرد سانتونيكس بالإيجاب مستعدًا للمهمة. يتعرف الزوجان على السكان المحليين، مثل العمدة فيلبوت، ’إله’ القرية، كلوديا هاردكاسل المرأة التي تشارك إيلي حبها لركوب الخيل، بالإضافة إلى الآنسة إستر لي، وهي غجرية مسنة تطلب من إيلي مغادرة القرية قبل أن تلحق بها لعنة القدر. تزداد الأمور سوءًا عندما تدعو إيلي وصيفتها الجميلة غريتا أندرسون للبقاء معها في المنزل. يدخل مايكل لاحقًا في جدال محتدم معها.
تبدأ إيلي بالشعور بالقلق المتزايد من منزل فدان الغجر، وخوف أكبر من العدائية المتزايدة التي تقابلها بها الآنسة لي. فيما بعد، وعندما لا تعود إيلي إلى المنزل بعد خروجها في جولة روتينية على ظهر حصانها، يُعثر على جثة إيلي ملقية في الغابة. يجد التحقيق أن السبب كان مزيجا بين أزمة قلبية ووقوع الضحية عن ظهر حصانها.
على مايكل المفجوع أن يسافر إلى أمريكا لحضور جنازة إيلي وتلقي الميراث الذي أوصت له به. عند وجوده في أمريكا، تلقى مايكل رسالة من القرية تخبره باكتشاف جثث الآنسة لي وكلوديا هاردكاسل، مما يشير إلى أن موت إيلي لم يكن مجرد حادث. يذهب مايكل لزيارة رودولف سانتونيكس الذي كان على فراش الموت في المشفى. يصرخ سانتونيكس بأنفاسه الأخيرة قائلًا «لمَ لم تذهب في الاتجاه الآخر؟» قبل أن يموت أمام عيني مايكل.
عند عودته إلى القرية، تتضح طبيعة النوايا الحقيقية لمايكل، إذ كان قد التقى بغريتا أندرسون في ألمانيا قبل التقائه بإيلي، ووقعا في الحب مباشرة. طمعًا بحياة مترفة، وضع مايكل خطة يتزوج بها إيلي للحصول على ميراثها، ثم يقتلها ليتزوج غريتا. بعد ذلك قتل مايكل إيلي من خلال تسميم كبسولة التحسس التي تتناولها قبل ركوب حصانها، وبالتالي قتلها السيانيد خلال جولتها. وبما أنه دفع للآنسة لي من أجل إخافة إيلي ورمي اللوم إلى الغجرية العجوز، تخلص مايكل منها من خلال دفعها في مقلع للحجارة لكي لا تشهج على أفعاله. أما موت كلوديا فقد كان حادثًا إلى حد ما، إذ استعارت من إيلي دواء الحساسية لكي تتمكن من ركوب حصانها وبالتالي ماتت بالطريقة ذاتها. كان سانتونيكس قد حزر نوايا مايكل في السابق، أما صرخته المدوية التي بدت عشوائية وغير منطقية فقد كانت تعبيرًا عن غضبه من مايكل الذي قتل إيلي بدلًا من أن يعيش معها حياة سعيدة.
حتى عند احتفال مايكل وغريتا بانتصارهما، يبدأ مايكل بالانهيار نتيجة الندم والاشمئزاز مما فعل. يخبر غريتا عن رؤياه لإيلي على طريق ’فدان الغجر’. استشاط مايكل غضبًا عندما وبخته غريتا لضعفه المفاجئ، وازداد غضبه نتيجة ازدرائها لفدان الغجر وندمه على قتل إيلي، وفي خضم هذا الغضب أقدم مايكل على خنق غريتا بوحشية. في نهاية الرواية، ينتظر مايكل قدره بخنوع بعد أن كان أهل القرية اكتشفوا مقتل غريتا، والسلطات المحلية تحقق معه في المنزل.

## الشخصيات
- مايكل روجرز: شخص ينتقل من عمل إلى آخر.
- فينيلا غوتمان: غالبًا ما تُدعى إيلي، وهي وريثة لطيفة تمتلك مهارة في الأعمال.
- جيريتا أندرسين: رفيقة إيلي الاسكندنافية، الشقراء، التي تدير وتنظم حياتها.
- كلوديا هاردكاسل: امرأة شابة في القرية تشارك إيلي شغفها بركوب الخيل.
- كورا فان ستويفسانت: زوجة أب إيلي.
- أندرو ليبينكوت: الوصي والموصي على إيلي، وهو من سكان بوسطن، والذي لا يوافق على تأثير جريتا على إيلي.
- إستير لي: الغجرية القروية، التي تستمتع بتخويف الناس، وخاصة عندما يتعلق الأمر بالمال.
- ستانفورد لويد: الزوج السابق لكلاوديا هاردكاسل وأحد أمناء إيلي.
- فرانك بارتون: زوج عمة إيلي، وهو رجل يقترض ولا يعود.
- رودولف سانتونيكس: مهندس معماري مثالي ينظر من خلالك ويرى من خلال الجانب الآخر.
- الرائد فيلبوت: «قيصر القرية» الذي أصبح صديقًا لمايكل.
- السيدة روجرز: والدة مايكل.

## الأهمية الأدبية والاستقبال
نُشرت الرواية عام 1967. قالت كريستي لاحقًا إنها عادةً ما تكتب كتبها في غضون ثلاثة إلى أربعة أشهر لكنها كتبت ليل لا ينتهي في ستة أسابيع. الرواية مهداة «إلى نورا بريتشارد التي سمعت منها لأول مرة أسطورة فدان الغجر». كانت نورا بريتشارد جدة ماثيو، حفيد كريستي الوحيد من جهة الأب. كان فدان الغجر حقلًا يقع في أرض مستنقعية ويلزية. قال الملحق الأدبي لصحيفة تايمز في 16 نوفمبر 1967، "من الجرأة حقًا أن تكتب أجاثا كريستي بشخصية صبي من الطبقة العاملة يتزوج فتاة صغيرة غنية فقيرة، لكنها في قصة قوطية ممتعة عن تحذيرات الغجر، نجحت في تحقيق كل ذلك، جنبًا إلى جنب مع نهاية ميلودرامية لطيفة.»

## التكييفات

### «قضية الحارس»
مجموعة قصصية قصيرة لأجاثا كريستي، بعنوان قضايا الآنسة ماربل الأخيرة وقصتان أخريان، نُشرت في أكتوبر 1979، تتضمن قصة قصيرة بعنوان «قضية القائم بالرعاية» التي تشبه حبكتها بشكل عام قصة ليل لا ينتهي، على الرغم من اختلاف أسماء الشخصيات.
"نُشرت «قضية القائم بالرعاية» لأول مرة في مجلة ستراند، في يناير 1942، ثم في الولايات المتحدة الأمريكية في صحيفة شيكاغو صنداي تريبيون، في 5 يوليو 1942." من كتاب «الآنسة ماربل – الآنسة ماربل والغموض: القصص القصيرة الكاملة (الآنسة ماربل)» لأجاثا كريستي

### ليل لا ينتهي(فيلم 1972)
في عام 1972، أخرج سيدني جيليات فيلمًا مقتبسًا من الرواية بطولة هايلي ميلز وبريت إيكلاند وبير أوسكارسون وهيويل بينيت وجورج ساندرز (الذي انتحر قبل عرض الفيلم). تلقى الفيلم آراء متباينة، وبعد عرض غير ناجح في المملكة المتحدة، لم يتم عرضه في دور العرض في الولايات المتحدة.
كانت كريستي مسرورة في البداية بمشاركة جيليات واختيار الممثلين. ومع ذلك، شعرت بخيبة أمل تجاه المنتج النهائي، ووصفته بأنه «غير جذاب». كما أعربت عن تحفظاتها بشأن الفيلم الذي يتضمن مشهدًا قصيرًا عاريًا مع إيكلاند في النهاية.

### مسرح السبت(راديو بي بي سي 4)
تم تقديم لا ينتهي كمسرحية إذاعية مدتها ساعة واحدة في برنامج مسرح السبت على بي بي سي راديو 4 في 30 أغسطس 2008 الساعة 2:30 مساءً. تم تسجيل المسرحية في دار الإذاعة وكان لها موسيقى تصويرية أصلية من تأليف نيكولاي أبراهامسن.

### تكييف إلي رواية مصورة
تم إصدار لا ينتهي بواسطة هاربر كولنز كنسخة مقتبسة من رواية مصورة في 3 نوفمبر 2008، تم تعديلها بواسطة فرانسوا ريفيير ورسمها فرانك ليكليرك ((ردمك 0-00-727533-1)).

### تكييف إلى رواية ماربل لأجاثا كريستي
على الرغم من أن الكتاب لم يتضمن الآنسة ماربل، إلا أن الرواية كانت امتدادًا لقصة الآنسة ماربل المسماة «قضية القائم بالرعاية». تم تصويرها كجزء من السلسلة السادسة من ماربل لأجاثا كريستي، بطولة جوليا مكينيز. تم بثها أولاً على قناة فيلم&أرتز الأرجنتينية يوم الأربعاء 20 نوفمبر، وقناة إيه بي سي الأسترالية يوم الأحد 22 ديسمبر 2013، وبثت على قناة آي تي في يوم الأحد 29 ديسمبر 2013. يظل هذا التعديل الذي كتبه كيفن إليوت وفيًا للكتاب إلى حد ما، على الرغم من إضافة الآنسة ماربل.

### التكييف الفرنسي
كان من المقرر أن يتم إنتاج نسخة فرنسية من المسلسل التلفزيوني جرائم القتل الصغيرة لأجاثا كريستي في عام 2021.

## الترجمة العربية
- ليل لا ينتهي، دار الأجيال للنشر.[8]
- ليلة لا تنتهي، المنزل الملعون، مكتبة جرير.[9]
- الليل الطويل، مكتبة النافذة.
- ليل ليس له آخر، عمر عبد العزيز أمين، دار ميوزيك للطبع والنشر. وتحمل الرواية الرقم (76) ضمن السلسلة.[10]

## وصلات خارجية
- ليل لا ينتهي على موقع المكتبة المفتوحة (الإنجليزية)
- الموقع الرسمي للترجمة العربية للرواية من الأجيال للترجمة والنشر